# Ferdinand von Schlör
Ferdinand von Schlör (né Ferdinand Schlör, le 2 mars 1838 à Richelbach, aujourd'hui Neunkirchen, mort le 2 juin 1924 à Wurtzbourg) est évêque de Wurtzbourg de 1898 à 1924.

## Biographie
Après des études de théologie, il est nommé évêque le 5 mars 1898 par Léopold de Wittelsbach, le régent de royaume de Bavière. Il est consacré le 24 mars par l'archévêque de Bamberg Mgr
Joseph von Schork assisté de Franz Leopold von Leonrod, évêque d'Eichstatt, et Joseph Georg von Ehrler (de), évêque de Spire.
Il est responsable de la paroisse de Wolfmannshausen (aujourd'hui dans la commune de Grabfeld), enclave catholique à l'intérieur du duché de Saxe-Meiningen, à majorité protestante, ainsi que des catholiques de Meiningen et Hildburghausen. Ferdinand von Schlör soutient le prêtre Kilian Josef Meisenzahl dans ses bonnes relations avec les ducs Georges II puis Bernard III.
Il soutient également Herman Schell dans son conflit avec le pape Pie X.
En raison de son âge, Mgr von Schlör se retire le 7 juin 1920 de la charge du diocèse de Wurtzbourg ; Johann Jakob von Hauck, archevêque de Bamberg, devient administrateur apostolique. Mgr von Schlör meurt en 1924.

## Succession apostolique
Ferdinand von Schlör a ordonné les évêques suivants :
- Archevêque Johann Jakob von Hauck (1912)

## Source, notes et références
1. ↑  (en) David M. Cheney, « Bishop Ferdinand von Schlör † », sur catholic-hierarchy.org